# Кийлън Лебон
Кийлън Херман Лебон (на френски: Keelan Herman Lebon) е френски футболист, който играе на поста ляво крило. Състезател на Нефтчи.

## Кариера
На 25 юли 2020 г. Лебон е обявен за ново попълнение на старозагорския Берое. Прави своя дебют на 17 август при равенството 0:0 като домакин на ЦСКА 1948.
На 10 август 2022 г. Кийлън подписва с Астана.

## Успехи
Астана
- Висша лига на Казахстан (1): 2021/22